# Лејк Сисешон (Јужна Каролина)
Лејк Сисешон (енгл. Lake Secession) насељено је место без административног статуса у америчкој савезној држави Јужна Каролина.

## Демографија
По попису из 2010. године број становника је 1.083, што је 155 (16,7%) становника више него 2000. године.
| Група             | 2000.       | 2010.         |
| Белци             | 908 (97,8%) | 1.033 (95,4%) |
| Афроамериканци    | 11 (1,2%)   | 27 (2,5%)     |
| Азијати           | 1 (0,1%)    | 1 (0,1%)      |
| Хиспаноамериканци | 0 (0,0%)    | 4 (0,4%)      |
| Укупно            | 928         | 1.083         |